# باشگاه والیبال پیشگامان کویر یزد
باشگاه والیبال پیشگامان کویر یزد یک باشگاه والیبال ایرانی است و یکی از باشگاه‌های باشگاه فرهنگی ورزشی پیشگامان کویر یزد می‌باشد که مکان آن شهر یزد و مالک آن گروه تعاونی پیشگامان کویر یزد می‌باشد که در زمینه مخابرات٬ تبلیغات و رسانه‌ها فعالیت می نماید ، این تیم پس از ۱ سال حضور در لیگ برتر والیبال ایران انصراف داد.

## ورزشگاه‌ها
بازی‌های این باشگاه در ورزشگاه شاهدیه یزد با گنجایش 3200 نفر برگزار می شد.

## بازیکنان سرشناس خارجی
- ایویگا یوتیچ
- ایوان تاسف
- لئاندرو آراجو
- پائولو ریکاردو فریرا

## سازنده البسه
| لیگ       | سازنده البسه     | اسپانسر پیراهن |
| --------- | ---------------- | -------------- |
| ۱۳۸۹-۱۳۹۲ | پوشاک ورزشی مجید | گروه پیشگامان  |

## دست آورد ها
پیشگامان در اولین حضور خود در لیگ برتر به مقام ۶ام رسید و سال بعد با جذب بازیکنان سرشناس مانند مهران زارع، لئاندرو آراجو، مهدی مهدوی، علیرضا مباشری، پائولو مارسلو فریرا و آرش صادقیانی نتوانست رتبه سال قبل خود را بهبود بخشد و مقام ۶امی خود را تکرار کرد.
لیگ برتر والیبال ایران
- ۶ام (۲) : ۹۲-۱۳۹۱ ، ۹۱-۱۳۹۰